# Spiranthes sylvatica
Spiranthes sylvatica là một loài thực vật có hoa trong họ Lan. Loài này được P.M.Br. mô tả khoa học đầu tiên năm 2001.